# Benzène de Claus
Pour les articles homonymes, voir Benzène (homonymie).
La structure du benzène de Claus fut incorrectement proposée par Claus et Körner à la fin du XIXe siècle comme étant celle du benzène. Elle est constituée de six liaisons carbone-carbone réelles (le tour de l'hexagone) et de six liaisons « potentielles » (les diagonales de l'hexagone) qui assuraient la stabilité du benzène en se compensant mutuellement.